# Каное переселенців-маорі

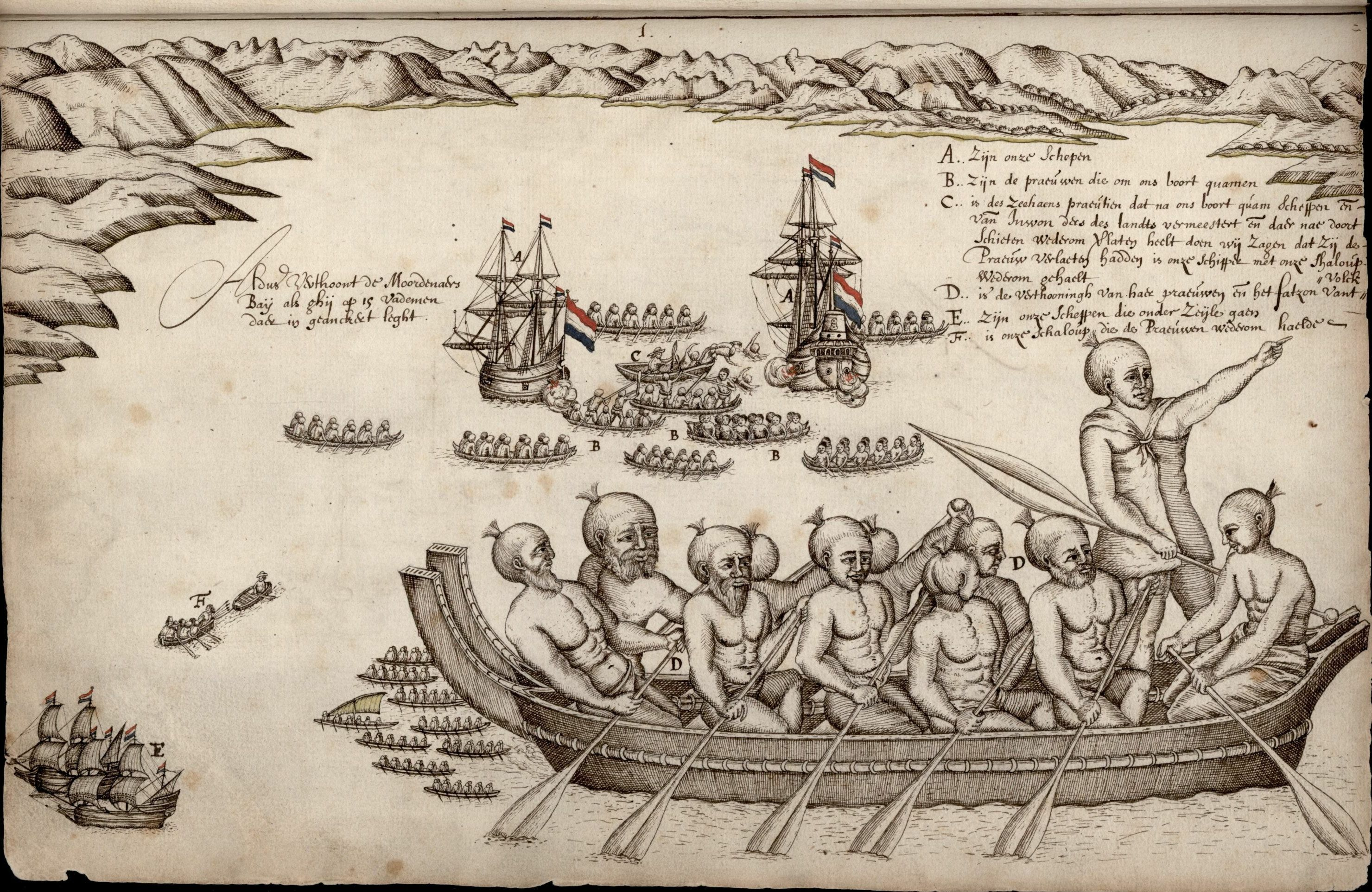
Маорі в бойовому каное. Рис. Ісаак Ґільсеманс, учасника експедиції Абеля Тасмана, 1642 р.

Каное переселенців-маорі — легендарні каное (маор. waka), на яких маорі прибули в Нову Зеландію з міфічної прабатьківщини «Гаваїкі».
Один з цих переказів — історія про Купе, який втік з Курамаротіні, дружиною вбитого ним Готурапи, власника великого каное «Матагоуруа». Щоб уникнути покарання за вбивство, Купе і Кура втекли на «Матахоуруа» і відкрили землю, яку він назвав Аотеароа (маор. Aotearoa, «велика біла хмара»). Він дослідив її узбережжя і вбив морське чудовисько Феке-а-Мутурангі, а потім повернувся додому зі звісткою про відкриту країну.
В інших легендах різних іві йдеться про переселення, викликане голодом, перенаселенням і війнами. Вони здійснювалися на легендарних каное, найбільш відомі з яких: «Аотеа», «Арава», «Курахаупо», «Матаатуа», «Таїнуї», «Такітіму» і «Токомару». Різні перекази називають багато інших каное. Деякі з них, як, наприклад, «Араітеуру»», досить відомі; інші, як «Кіраута», «Арахура» і «Маганґаатуаматуа», були менш відомими. Замість прибуття єдиним флотом переселення могли відбуватися протягом декількох століть.

## Гіпотеза про «великий флот»
Одним з перших збирачів і зберігачів переказів маорі був топограф і етнолог Стівенсон Персі Сміт . Він вірив, що хоча полінезійські перекази і містять вигадки в деталях, вони зберегли нитки істини, які можна отримати за допомогою методу, успішно використаного для гавайських легенд Абрагамом Форнандером (1878—1885). Цей метод полягає в пошуку спільних елементів у переказах з різних джерел і прив'язці їх до родоводів, щоб отримати часові рамки подій. Форнандер, Сміт та інші використовували цей метод для реконструкції міграцій полінезійців, відстежуючи їх аж до їхньої передбачуваної прабатьківщини в Індії.
С. П. Сміт використовував метод Форнандера, об'єднуючи різноманітні перекази з різних областей Нової Зеландії та інших частин Полінезії, і отримав дискутовану в даний час версію переселення Маорі в Нову Зеландію — гіпотезу про «великий флот». Шляхом вивчення родоводів різних племен він прийшов до набору точних дат для його «великого флоту» і мандрівників, на яких він і інші вказали як на тих, хто проклали шлях флоту.
За розрахунками Сміта, в 750 році полінезійський мандрівник Купе відкрив нежилу Нову Зеландію. Потім, в 1000—1100 роках полінезійські мандрівники Тої і Фатонга відвідали Нову Зеландію і виявили, що вона населена примітивним кочовим народом, відомим як моріорі . Нарешті, в 1350 році «великий флот» з 7 каное — «Аотеа», «Курахаупо», «Матаатуа», «Таїнуї», «Токомару», «Арава» і «Такітіму», що вирушив з регіону Таїті, доставив людей, званих тепер «маорі», в Нову Зеландію. Це були високорозвинені і войовничі землеробські племена, які винищили моріорі.
Сценарій «великого флоту» отримав загальне схвалення, серед його прихильників був навіть знаменитий етнолог маорі Те Рангі Хіроа (сер Пітер Бак). Ця теорія викладалася в новозеландських школах. Однак вона була спростована в 1960-х роках етнологом Девідом Сіммонсом, який показав, що вона виходить з неповного і безладного вивчення переказів маорі за записами XIX століття. Сіммонс також припустив, що деякі з цих «переселень» фактично могли бути подорожами в межах Нової Зеландії.
За останніми археологічними даними, маорі населили Нову Зеландію в 1200-х роках, а моріорі — це народ, який відділився від маорі вже після заселення головних островів.

## Конструкція і технічні характеристики
За даними вчених і мандрівників XVII—XIX ст., Океанські каное полінезійських народів могли досягати в довжину від 60 до 80 футів, іноді зустрічалися і більше 100 футів. Легендарне судно «Таїнуї», на якому, за переказами, прибули до Нової Зеландії предки сучасних маорі, судячи зі збережених на узбережжі затоки Каухіа кам'яних підпор, мало довжину близько 70 футів, тобто онад 20 м .